# Quintinia
Quintinia là một chi thực vật trong họ Paracryphiaceae, được Alphonse Pyramus de Candolle mô tả khoa học lần đầu tiên năm 1830. Các loài của chi này có mặt trong khu vực tây nam Thái Bình Dương, từ Philippines tới New Guinea, Australia (khoảng 4 loài), New Zealand (khoảng 3 loài) và New Caledonia (6 loài). Chi này bao gồm khoảng 22-25 loài.

## Đặc điểm
Các loài trong chi Quintinia là cây gỗ hay cây bụi thường xanh. Các lá đơn mọc so le hay sắp xếp thành vòng trên cành, có cuống, phiến lá nhẵn, có khía răng hoặc răng cưa ở mép lá. Không có lá kèm.
Hoa mọc thành cụm dạng chùm hay bông ở đầu cành hay nách lá. Các hoa lưỡng tính, đối xứng xuyên tâm, mẫu 5. Năm lá đài hợp sinh tại nửa dưới. Năm cánh hoa rời hoặc hiếm khi hợp sinh. Năm nhị hoa, chỉ nhị rời. Bao phấn 2 ngăn, nứt theo khe nứt dọc, hướng trong. Bầu nhụy hạ, 3-5 ngăn, chứa nhiều noãn. Vòi nhụy dài và đầu nhụy có 3 tới 5 thùy. Chúng tạo thành quả là dạng quả nang.
Phân loại học của chi Quintinia đã từng gây tranh cãi. Trong quá khứ nó từng được đặt trong họ Saxifragaceae hay họ Escalloniaceae hay tách riêng thành họ Quintiniaceae. Hiện nay, nó được hệ thống APG III coi là thuộc họ Paracryphiaceae.

## Các loài
Chi Quintinia bao gồm khoảng 22-25 loài:
- Quintinia acutifolia Kirk, 1899: New Zealand.
- Quintinia altigena Schltr., 1917: New Guinea.
- Quintinia brassii Reeder, 1946: New Guinea.
- Quintinia elliptica Hook.f., 1852: Đảo Bắc (New Zealand).
- Quintinia epiphytica Mattf., 1940: Papua New Guinea.
- Quintinia fawkneri F. Muell., 1867: Đông bắc Queensland (Australia).
- Quintinia hyehenensis Pillon & Hequet, 2019: New Caledonia.
- Quintinia kuborensis P.Royen, 1983: Papua New Guinea.
- Quintinia lanceolata Schltr., 1946: Papua New Guinea.
- Quintinia ledermannii Schltr., 1914: Papua New Guinea.
- Quintinia macgregorii F.Muell., 1892: Papua New Guinea.
- Quintinia major (Baill.) Schltr., 1914: New Caledonia.
- Quintinia media (Schltr.) Guillaumin, 1939: New Caledonia, Vanuatu.
- Quintinia minor (Baill.) Schltr., 1914 (đồng nghĩa: Quintinia resinosae): New Caledonia.
- Quintinia montiswilhelmii P.Royen, 1983: Papua New Guinea.
- Quintinia nutantiflora Schltr., 1914: Papua New Guinea.
- Quintinia oreophila (Schltr.) Schltr., 1914: New Caledonia.
- Quintinia pachyphylla Schltr., 1914: Papua New Guinea.
- Quintinia quatrefagesii F. Muell., 1891: Đông bắc  Queensland (Australia).
- Quintinia rigida Ridl., 1916: Tây New Guinea.
- Quintinia schlechteriana O.C.Schmidt, 1924: New Guinea.
- Quintinia serrata A.Cunn., 1839: Đảo Bắc (New Zealand).
- Quintinia sessiliflora Pillon & Hequet, 2019: New Caledonia.
- Quintinia sieberi A.DC., 1830: Từ đông nam Queensland tới đông New South Wales (Australia).
- Quintinia verdonii F. Muell., 1861: New South Wales, Queensland (đông Australia).

### Chưa rõ
- Quintinia parviflora (Schltr.) Schltr., 1914 (đồng nghĩa?): Bản địa New Caledonia.